# Высшая духовная семинария (Сандомир)
Высшая духовная семинария (пол. Wyższe Seminarium Duchowne w Sandomierzu) — государственное высшее учебное заведение, католическая духовная семинария, находящаяся в городе Сандомир, Польша. Семинария готовит католических священников для сандомирской епархии.

## История
30 июня 1818 года Римский папа Пий VII издал буллу «Ex imposita Nobis», которой учредил епархию Сандомира. 7 ноября 1820 года указом сандомирского епископа Щепана Холовчица была основана епархиальная семинария в Сандомире. Пеовоначально она размещалась в Доме священников при сандомирском кафедральном соборе Рождества Пресвятиой Девы Марии. В 1903 году российские власти ликвидировали женский монастырь бенедиктинок, который располагался в Сандомире на улице Голембицкой. Здание монастыря было передано городской администрации. Через некоторое время епископ Стефан Александр Зверович обратился к властям с просьбой передать здание монастыря для организации в нём духовной семинарии. В 1904 году бывший монастырь был передан сандомирской духовной семинарии, которая располагается в нём до настоящего времени.